# Sint-Dionysiuskerk (Putte, Nederland)

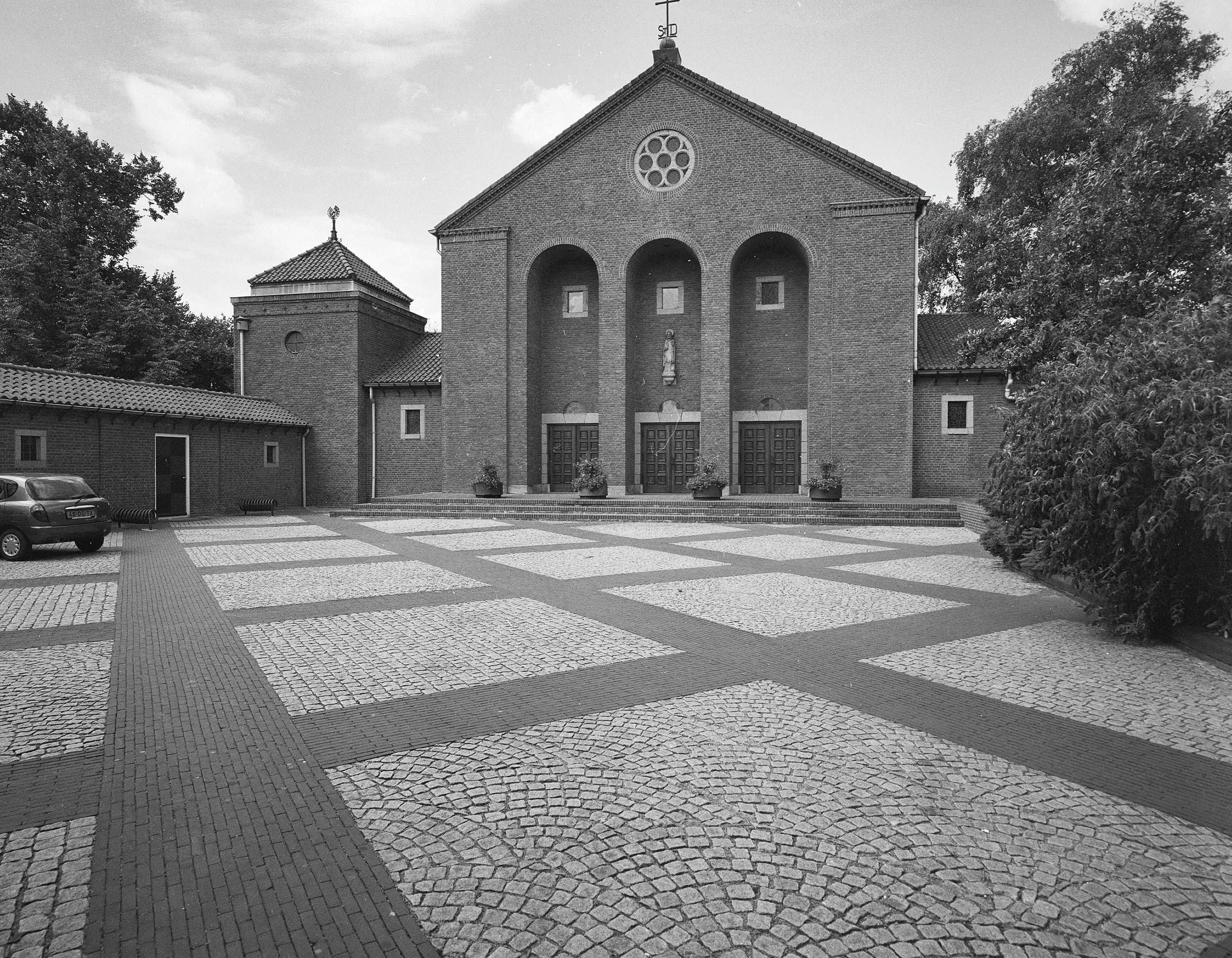
Sint-Dionysiuskerk

De Sint-Dionysiuskerk is de voormalige parochiekerk van de plaats Putte in de Nederlandse gemeente Woensdrecht. De kerk is gelegen aan de Antwerpsestraat 35.

## Geschiedenis
Deze kerk werd gebouwd naar een ontwerp van Jacques Hurks. Ze werd in 1952 in gebruik genomen, nadat de voorganger in 1944 door oorlogshandelingen werd verwoest. Van deze laatste kerk bleef slechts de Oude Toren gespaard.
In 2022 werd de kerk onttrokken aan de eredienst, omdat de parochie de stijgende onderhoudskosten niet meer kon dragen. In 2023 werd de kerk verkocht aan een projectontwikkelingsmaatschappij.

## Gebouw
Het betreft een bakstenen kerk in basilicastijl. De kerk toont drie naast elkaar gelegen toegangsdeuren elk voorzien van een grote rondbogige poort. 
De kerk heeft geen toren. Wél staat de hierboven genoemde Oude Toren vlak bij de nieuwe kerk.